# 匈牙利人口
2013年時，匈牙利的總人口約為9,909,000人。在第一次世界大戰之後，匈牙利的領土大幅變更，這使得匈牙利從一個多民族國家轉變為一個民族結構比較單純的國家。現在超過90%的匈牙利人都以匈牙利語為自己的母語。現在匈牙利主要的少數族裔有羅姆人等民族。大多數匈牙利人在11世紀時成為基督徒。現在基督教也是匈牙利最大的宗教，其中又以天主教的信徒最多，但也有不少加爾文主義的信徒。

## 外部連結
- Hungarian Central Statistical Office (in English) （页面存档备份，存于）